# Inglewood (Kalifornia)
Inglewood település az Amerikai Egyesült Államokban, Kalifornia államban. Lakosainak száma 107 762 fő (2020. április 1.). Közelében található a Los Angeles és a Los Angeles-i nemzetközi repülőtér.

## Népesség
A település népességének változása:

| 2010 | 109 673 |
| 2020 | 107 762 |

## Híres személyek
- itt született Amy Fuller (1968–2023) világbajnok és olimpiai ezüstérmes evezős